# Indira Bajramović
Indira Bajramović   (Jajce, 1968) és una activista gitana que viu a Bòsnia i Hercegovina, directora de l'Associació de Dones Gitanes de Tuzla. Ha treballat per proporcionar ajuda i recolzament als pobles gitanos rurals i també ha defensat la igualtat d’oportunitats per als gitanos de Bòsnia i Hercegovina durant les darreres dues dècades. Concretament, Bajramović ha centrat la seva atenció en les dificultats de les dones gitanes en situació d'atur i les víctimes de violència domèstica o abús.

## Activisme
L'associació de Bajramović se centra a proporcionar aliments i productes d'higiene, així com subministraments escolars, als nens petits de les comunitats gitanes. A més, l'Associació treballa proporcionant exàmens mèdics privats a dones pobres, específicament per detectar el càncer de mama.
Durant la pandèmia COVID-19 a l'estiu de 2020, Bajramović i la seva fundació es van associar amb la Xarxa de Gitanes per a Dones de Bòsnia i Hercegovina, la Fundació de la Comunitat Tuzla i el Fòrum Internacional de Solidaritat Emaús per proporcionar ajuda i subministrament d’aliments a les comunitats gitanes locals de Kiseljak. Va ajudar a coordinar la distribució dels diversos àpats del dia per voluntaris, així com diversos projectes de construcció, fins i tot un camp de futbol, així com la reconstrucció d'un canal malmès.
A més de proporcionar ajuda a les comunitats gitanes durant la pandèmia, Bajramović també va documentar els desavantatges presents a les zones rurals que es van agreujar encara més amb la pandèmia. Va assenyalar la menor proporció d'estudiants de comunitats gitanes que participen en classes en línia, l'augment de les taxes de violència domèstica i la discriminació en l'atenció sanitària. Va destacar específicament la manca de disponibilitat de proves en aquestes comunitats rurals.